# Corbalán

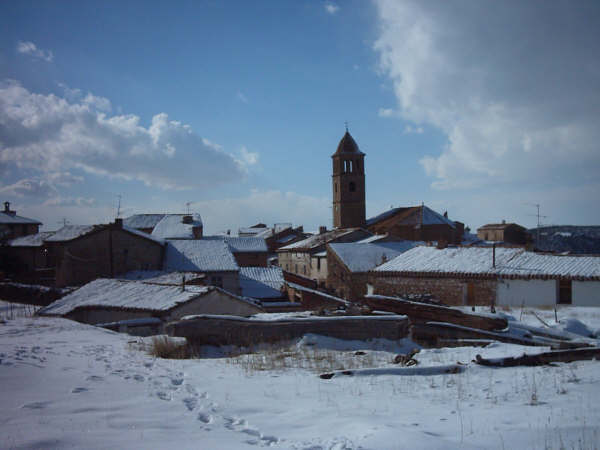
Fotografia de Corbalán nevat

Corbalán és un municipi d'Aragó a la província de Terol i enquadrat a la comarca de la Comunitat de Terol.